# SHINY DAYS (亜咲花の曲)
「SHINY DAYS」（シャイニーデイズ）は、亜咲花の4枚目のシングル。2018年1月24日に5pb. Recordsから発売された。

## 概要
前作「Play the game」から2か月後に発売された。表題曲「SHINY DAYS」は、テレビアニメ『ゆるキャン△』のオープニングテーマに起用された。
CDはDVD付盤、ゆるキャン△盤の2形態で販売され、ゆるキャン△盤には『ゆるキャン△』のボイスドラマが収録される。

## チャート成績
2018年1月29日付のオリコン週間ランキングでは0.2万枚を売り上げて32位にランクインし、過去4作の累計売上を初動だけで抜き、自身最高セールスを記録した。また、音楽配信ではCDを大幅に上回る高いセールスを記録しており、同年1月24日のiTunesランキングでは最高位2位を獲得し、オリコンデジタルシングル週間ランキングでは1.0万ダウンロードで8位にランクインした。

## 収録内容
| #         | タイトル                          | 作詞      | 作曲       | 編曲      | 時間  |
| --------- | --------------------------------- | --------- | ---------- | --------- | ----- |
| 1.        | 「SHINY DAYS」                    | 永塚健登  | 新田目翔   | 悠木真一  | 4:21  |
| 2.        | 「Just A Way You Are」            | 柿沼雅美  | 佐久間和宏 | 鳥海剛史  | 3:23  |
| 3.        | 「Round of new thing」            | 岡田誉也  | 岡田誉也   | Johnny.k  | 4:18  |
| 4.        | 「SHINY DAYS」(Off Vocal)         |           | 新田目翔   | 悠木真一  | 4:21  |
| 5.        | 「Just A Way You Are」(Off Vocal) |           | 佐久間和宏 | 鳥海剛史  | 3:23  |
| 6.        | 「Round of new thing」(Off Vocal) |           | 岡田誉也   | Johnny.k  | 4:15  |
| 合計時間: | 合計時間:                         | 合計時間: | 合計時間:  | 合計時間: | 24:01 |

| #  | タイトル                       | 作詞 | 作曲・編曲 |
| -- | ------------------------------ | ---- | ---------- |
| 1. | 「SHINY DAYS」(Music Video)    |      |            |
| 2. | 「SHINY DAYS」(メイキング映像) |      |            |

| 前奏 | 前奏       | → | A・B | A・B       | → | サビ・C・後奏 | サビ・C・後奏 |
|      | イ長調 (A) | → |      | ハ長調 (C) | → |               | イ長調 (A)    |

## 演奏
SHINY DAYS
- 悠木真一：Guitar, Arrangement
- アイ：Chorus

Just A Way You Are
- 野澤広幸：Guitar
- 8princess & THE冷麺ズ：Party Voice

## カバー
- 東山奈央 - 2020年8月5日発売のアルバム『Special Thanks!』に収録[2]。
- ハロー、ハッピーワールド!［弦巻こころ（伊藤美来）］ - 2021年3月18日にゲーム『バンドリ! ガールズバンドパーティ!』に追加収録[3]。同年11月10日発売のアルバム『バンドリ！ ガールズバンドパーティ！ カバーコレクション Vol.6』でCD初収録[4]。
- 藤原肇（鈴木みのり）- 2022年7月30日にゲーム『アイドルマスター シンデレラガールズ スターライトステージ』に追加収録。
- 萬容（山村響）- 2025年2月18日にゲーム『ワールドダイスター 夢のステラリウム』に追加収録。
- 伊地知虹夏（鈴代紗弓）- 2024年12月25日発売のアルバム『結束バンドの歌ってみた』に収録。